# Casa de pescadors a cala Fornells
La Casa de pescadors a cala Fornells és una obra de Begur (Baix Empordà) inclosa a l'Inventari del Patrimoni Arquitectònic de Catalunya.

## Descripció
Edifici de planta rectangular, de PB i pis. Reformada, té tota la PB aplacada de pedra menys la zona d'arcs carpanell amb vistes a la cala, i que alberguen els estris de pesca (crea una mena de porxo. La planta superior, té les obertures modificades. L'accés es produeix pel carrer superior, i en una mena de placeta. Tota està pintada de blanc.
La casa segueix la tipologia de cas de pescadors amb l'habitatge a la planta superior i el magatzem de pesca (prop de la rampa de barques), en PB.